# O Beijo do Escorpião
O Beijo do Escorpião (titre portugais ; en français : Le Baiser du scorpion) est une série portugaise diffusée en 2014 sur TVI. C'est l'une des rares séries nationales à avoir des personnages principaux gays et bisexuels. La telenovela est un grand succès d'audience de la chaîne.
Elle est ensuite remplacée par A Única Mulher. Elle est transmise au Chili et aux États-Unis en 2016. Au Portugal, elle est rediffusée entre mars et août 2017 sur la chaîne TVI Ficção.

## Synopsis
Cette telenovela située à Lisbonne tourne autour de deux histoires centrales. Dans la première, Rita accueille sa sœur Alice dans la famille qu'elle forme avec son mari Fernando et leurs enfants. Séparées à l'enfance, en réalité, Alice veut se venger de Rita et prendre sa place. Dans ce dessein, elle s'installe chez eux en se faisant passer pour un ange.
Dans la deuxième histoire, deux pilotes d'avion, Paulo et Miguel, sont sur le point de changer de vie. Paulo a une liaison avec un homme, et fait croire à tout le monde qu'il sort avec une femme. Miguel est un coureur de jupons qui passe d'une femme à l'autre. Au contact l'un de l'autre, ils vont se découvrir et développer des sentiments l'un pour l'autre.

## Distribution
- Dalila Carmo : Rita Macieira
- Sara Matos (pt) : Alice Vidal
- Pedro Lima : Fernando Macieira
- Pedro Carvalho : Paulo Furtado de Macieira
- Duarte Gomes (pt) : Miguel Macieira
- Pedro Teixeira (pt) : Rafael Pires - «Rafa»
- Nuno Homem de Sá (pt) : António Furtado
- Ana Brito e Cunha (pt) : Alexandra Furtado - «Xana»
- Marco Delgado (pt) : Romão Valente de Albuquerque
- Sandra Faleiro : Natália de Albuquerque
- Natália Luiza (pt) : Adelaide Maria Correia Vidal
- Maria José Paschoal (pt) : Conceição Pires
- Joana Seixas (pt) : Teresa Furtado
- Rui Luís Brás (pt) : Marco Santos
- Sofia Nicholson (pt) : Ana Santos
- Paula Neves (pt) : Vera Ramos
- Rodrigo Menezes (pt) : Nuno Ramos
- Dinarte Branco (pt) : Hilário Castelo